# Munizipalität Bolnissi
Die Munizipalität Bolnissi (georgisch ბოლნისის მუნიციპალიტეტი, Bolnissis munizipaliteti) ist eine Verwaltungseinheit (etwa entsprechend einem Landkreis) in der Region Niederkartlien im Süden Georgiens.

## Geographie
Verwaltungszentrum der Munizipalität ist die Kleinstadt Bolnissi. Die 804,2 km² große Munizipalität grenzt im Westen an die Munizipalität Dmanissi, im Norden an die Munizipalität Tetrizqaro und im Osten an die Munizipalität Marneuli, alle ebenfalls in der Region Niederkartlien. Im Süden wird die Munizipalität von der Staatsgrenze zu Armenien begrenzt.
Der größte Teil der Munizipalität wird von insbesondere im südlichen Teil bewaldetem Mittelgebirge eingenommen, das in den Kammlagen im Nordwesten Höhen von etwa 1300 m erreicht. In südlicher Richtung steigt es auf über 2000 m an, mit dem 2141 m hohen Lok auf der Staatsgrenze zu Armenien als höchstem Gipfel. Den äußersten Nordosten des Gebietes erreicht die Niederkartlische Ebene. Überwiegend entlang der Nordgrenze der Munizipalität fließt in einem engen Tal der rechte Kura-Nebenfluss Chrami, durch den nördlichen Zentralteil dessen rechter Zufluss Maschawera. Im Tal der Maschawera liegen die meisten Ortschaften der Munizipalität.

## Bevölkerung und Verwaltungsgliederung
Die Munizipalität hat 56.000 Einwohner (Stand: 2021). Die Einwohnerzahl war mit 53.590 Einwohnern (2014) gegenüber der vorangegangenen Volkszählung (74.301 Einwohner 2002) um mehr als ein Viertel gesunken, womit sich die Tendenz beschleunigte, die mit dem Zerfall der Sowjetunion eingesetzt hatte. Zuvor war die Einwohnerzahl seit mindestens den 1930er-Jahren (34.181 Einwohner 1939) konstant und, verglichen mit anderen eher ländlichen Teilen Georgien, stark gestiegen.
Bevölkerungsentwicklung
Anmerkung: Volkszählungsdaten

Die Munizipalität ist eine von drei Munizipalitäten Georgiens – neben Marneuli und Dmanissi, in denen Aserbaidschaner die größte Bevölkerungsgruppe bilden, hier mit 66,0 %. Es folgen Georgier (26,9 %) und Armenier (5,8 %) sowie eine geringe Zahl Griechen und Russen (jeweils 0,6 %, Stand 2002). 
Die größten Ortschaften neben der Stadt Bolnissi (8967 Einwohner) und der Minderstadt (georgisch daba, დაბა) Kasreti (4340 Einwohner) sind mit jeweils über 2000 Einwohnern die Dörfer Kwemo Bolnissi, Mamchuti, Nachiduri, Talaweri und Zurtawi (alle überwiegend von Aserbaidschanern bewohnt). Eine weitere Minderstadt ist Tamarissi (510 Einwohner, alles 2014).
Die Munizipalität gliedert sich in den eigenständigen Hauptort Bolnissi sowie 14 Gemeinden mit insgesamt 48 Ortschaften. Die Gemeinden werden für die zwei Minderstädte als „Territorialorgan“ bezeichnet (georgisch teritoriuli organo, ტერიტორიული ორგანო), bei mehreren Ortschaften als temi (თემი) und bei nur einer Ortschaft einfach als „Dorf“ (georgisch sopeli, სოფელი):
| Gemeinde       | Anzahl Ortschaften | Einwohner (2014) |
| -------------- | ------------------ | ---------------- |
| Akaurta        | 8                  | 3672             |
| Bolnissi       | 4                  | 2433             |
| Darbassi       | 4                  | 2059             |
| Disweli        | 1                  | 397              |
| Kasreti 1      | 2                  | 5123             |
| Kwemo Bolnissi | 1                  | 4162             |
| Kweschi        | 5                  | 2077             |
| Mamchuti       | 4                  | 3740             |
| Nachiduri      | 6                  | 6854             |
| Ratewani       | 2                  | 1721             |
| Ratschissubani | 4                  | 2011             |
| Talaweri       | 3                  | 6456             |
| Tamarissi 1    | 3                  | 3400             |
| Tandsia        | 1                  | 518              |

## Geschichte
Die Munizipalität liegt in der historischen Landschaft Bortschali, die während der Zugehörigkeit zum Russischen Reich einen Ujesd im Gouvernement Tiflis bildete, der überwiegend von Armeniern, Aserbaidschanern und Griechen bewohnt war. Nach Kämpfen um das Gebiet in der Zeit der unabhängigen georgischen und armenischen Republiken in den Jahren 1918 und 1919 verblieb das Gebiet bei Georgien, und die meisten Armenier wanderten aus diesem Landesteil ab.
Seit Beginn des 19. Jahrhunderts existierte an Stelle der heutigen Stadt Bolnissi die kaukasiendeutsche Kolonie (Neu-)Katharinenfeld. Diese trug ab 1921 nach Rosa Luxemburg den Namen Luxemburg und wurde 1930 Verwaltungssitz eines neu ausgegliederten Rajons, der dementsprechend als Luxemburg-Rajon bezeichnet wurde (russisch Район имени Люксембург, Rajon imeni Ljuksemburg; georgisch ლუქსემბურგის რაიონი, Luksemburgis raioni). Nach der Deportation der meisten Kaukasiendeutschen 1941 erhielten Ort und Rajon ihren heutigen Namen, nach dem nahen Dorf mit seiner historisch bedeutenden Kirche.
Von 1963 bis 1966 war der Rajon zwischenzeitlich aufgelöst und sein Territorium unter den benachbarten Rajons Dmanissi und Marneuli aufgeteilt. 1995 wurde der Rajon der neu gebildeten Region Niederkartlien zugeordnet und 2006 in eine Munizipalität umgebildet.

## Sehenswürdigkeiten
Auf dem Territorium der Munizipalität befindet sich beim Dorf Bolnissi (etwa 7 km südlich der gleichnamigen Stadt) mit der Bolnissier Sioni-Kirche die älteste erhaltene Kirche Georgiens aus dem 5. Jahrhundert; in der Nähe liegt die Zughrughascheni-Kirche aus dem 12. Jahrhundert. Im Dorf Tandsia gibt es ein  Museum, das dem dort geborenen Diplomaten und Schriftsteller Sulchan-Saba Orbeliani gewidmet ist, sowie die Nikolai-Kirche aus dem 17. Jahrhundert.

## Verkehr
Durch das Maschawera-Tal mit dem Verwaltungssitz der Munizipalität verläuft die internationalen Fernstraße S6 von Tiflis über Marneuli kommend zur armenischen Grenze, Teil der Europastraße 117. In Bolnissi zweigt die Nationalstraße Sch35 (შ35) ins nördlich benachbarte Verwaltungszentrum Tetrizqaro ab, ebenso die Sch154 (შ154) zum Dorf Bolnissi mit seinen Kirchen. Im Nordwesten der Munizipalität führt die Sch155 (შ155) nach Tandsia.
Der Maschawera und der Fernstraße S6 folgt eine in Marneuli von der Bahnstrecke Tiflis–Jerewan abzweigende Nebenstrecke über Bolnissi bis Kasreti, auf der jedoch der Personenverkehr eingestellt ist.